# Morbidelli
A Morbidelli foi uma fabricante de motocicletas fundada na comuna italiana de Pesaro por Giancarlo Morbidelli, pai do ex-piloto de Fórmula 1 Gianni Morbidelli. Conhecido como um "Enzo Ferrari da região de Pesaro", Morbidelli fora um notório engenheiro e inventor– ele chegou a construir motos de madeira em dado momento. A companhia viveu anos de sucesso na década de 1970 participando do mundial de motovelocidade, quando conquistou sete títulos– quatro títulos de pilotos e mais três de construtores. Apesar do sucesso, a empresa encerrou suas atividades em 1982, apenas 22 após sua fundação, época em que as motos produzidas artesanalmente começaram a perder importância nos campeonatos.

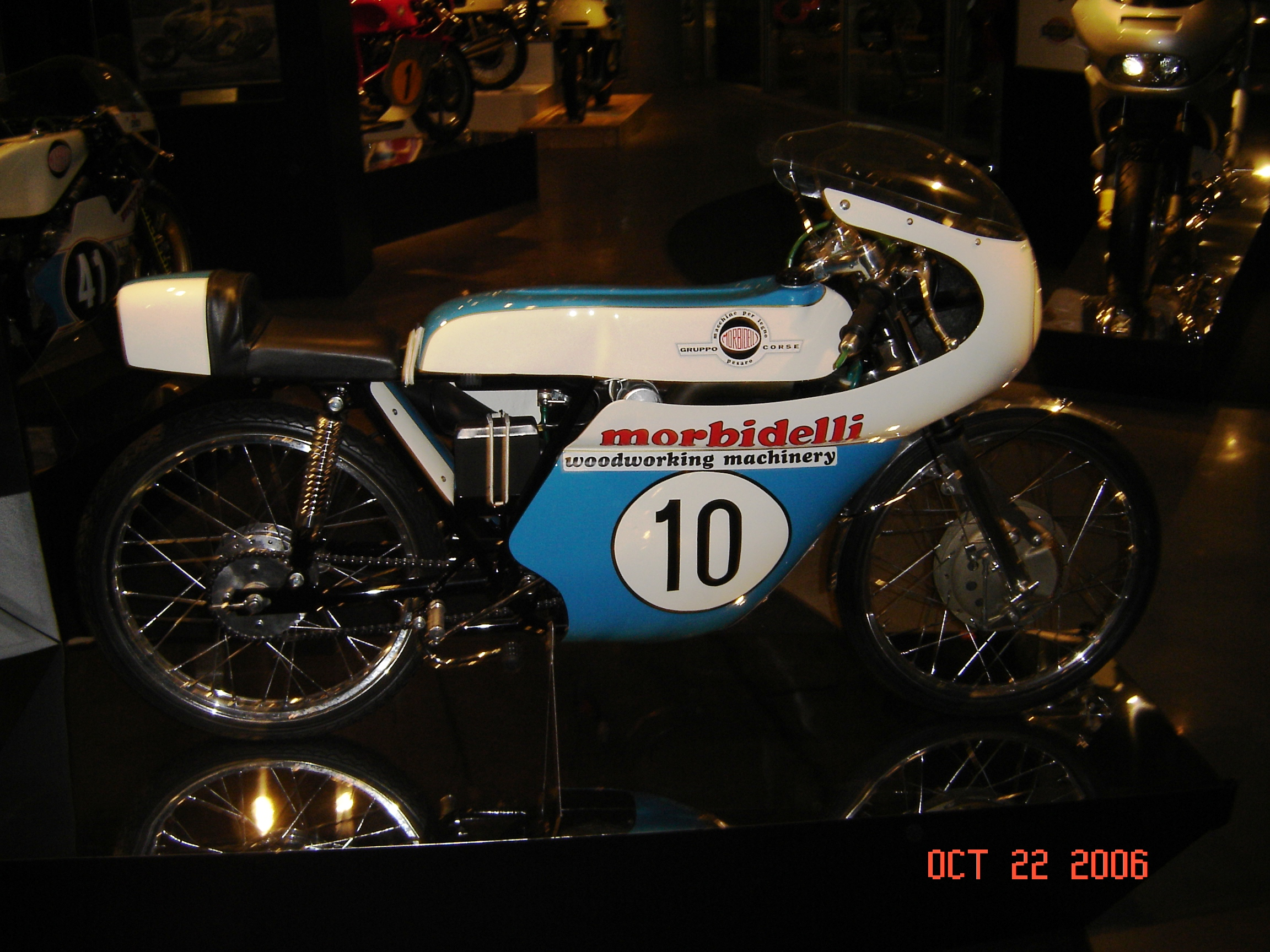
Uma Morbidelli de 50cc que correu em 1971.

O primeiro título mundial conquistado pela Morbidelli ocorreu nas 125cc, em 1975, com Paolo Pileri, que venceu sete corridas naquele ano– o título veio ainda com três corridas a serem disputadas.  O segundo viria no ano seguinte, 1976, com Pier Paolo Bianchi, que fora vice-campeão para Pileri no ano anterior, e também venceu sete corridas. Neste ano, a Morbidelli alinhou sete motos nas dez primeira colocações no campeonato. Já o terceiro título nas 125cc viria em sequência, novamente com Bianchi e sete vitórias. Repetindo o ano anterior, a Morbidelli teve o dominio na categoria, alinhando desta vez oito motos entre os dez primeiros, incluindo o vice-campeão Eugenio Lazzarini.
Em 1977 também viria o único título da Morbidelli nas 250cc, com Mario Lega, que, apesar de vencer apenas uma corrida naquela temporada, ganhou o título pela regularidade após subir ao pódios mais quatro vezes e pontuar em todas as demais corridas. Por outro lado, o título de Lega não seria suficiente para ganhar o tetracampeonato de construtores, ficando apenas na terceira colocação. A equipe ainda chegou perto de um título em 1979, com Graziano Rossi, que, embora tenha vencido três corridas e subido ao pódio nas duas outras que disputou, terminou apenas na terceira colocação.
O sucesso da Morbidelli fora creditado pela ousadia de Giancarlo, com o alemão Jörg Möller tendo ficado conhecido como o "cérebro técnico" por trás das conquistas. Möller era conhecido como um "mágico" dos motores dois tempos na época, dando início ao projeto esboçado por Morbidelli. Além de Giancarlo e Möller, a equipe contava com apenas mais três mecânicos –– um destes, Giancarlo Cecchini, esteve envolvido nas corridas de motovelocidade por 50 anos ––. A Morbidelli 125 que venceu o primeiro título mundial, com Pileri, contava com um motor de dois cilindros de 45 cv, tendo sete cavalos a mais que a Yamaha de Kent Andersson, que vencera o título da categoria nos dois anos anteriores. A partir deste modelo, a empresa passou a produzir motos para os pilotos privados.